# الحسينية (مركز)
مركز الحسينية، مركز إداري مصري. يقع في محافظة الشرقية الواقعة في جمهورية مصر العربية. القاعدة الإدارية للمركز هي مدينة الحسينية، وتضم كذلك مدن صان الحجر القبلية ومنشأة أبو عمر.

## أعلام
- عيد أبو جرير